# LEN European Cup 1984-1985
La LEN European Cup 1984-1985 è stata la ventiduesima edizione del massimo trofeo continentale di pallanuoto per squadre di club.
Hanno ottenuto la qualificazioni alla fase finale sette formazioni. Sono stati disputati i quarti su due gironi e in seguito le gare a eliminazione diretta.
I campioni d'Ungheria del Vasas Sport Club hanno conquistato il trofeo per la seconda volta, battendo in finale i moscoviti del CSK VMF.

## Quarti di finale

### Gironi
| Gruppo A         |
| sede: Belgrado   |
| - Partizan       |
| - Vasas          |
| - Yüzme Istanbul |

| Gruppo B        |
| sede: Lavagna   |
| - Košice        |
| - CSK VMF Mosca |
| - Pro Recco     |
| - Spandau       |

### Gruppo A
|    | Quarti 1984-1985 | Pti | G | V | N | P | GF | GS | DR  |
| -- | ---------------- | --- | - | - | - | - | -- | -- | --- |
| 1. | Partizan         | 4   | 2 | 2 | 0 | 0 | 22 | 17 | +5  |
| 2. | Vasas            | 2   | 2 | 1 | 0 | 1 | 25 | 20 | +5  |
| 3. | Yüzme Istanbul   | 0   | 2 | 0 | 0 | 2 | 17 | 27 | -10 |

|  | Partizan | 10-9 | Yüzme |

|  | Vasas | 17-8 | Yüzme |

|  | Partizan | 12-8 | Vasas |

### Gruppo B
|    | Quarti 1984-1985 | Pti | G | V | N | P | GF | GS | DR |
| -- | ---------------- | --- | - | - | - | - | -- | -- | -- |
| 1. | Spandau          | 5   | 3 | 2 | 1 | 0 | 30 | 26 | +4 |
| 2. | CSK VMF Mosca    | 4   | 3 | 1 | 2 | 0 | 31 | 28 | +3 |
| 3. | Pro Recco        | 3   | 3 | 1 | 1 | 1 | 34 | 32 | +2 |
| 4. | Košice           | 0   | 3 | 0 | 0 | 3 | 25 | 34 | -9 |

|  | Pro Recco | 11-11 | CSK    |
|  | Spandau   | 10-7  | Košice |

|  | Pro Recco | 10-11 | Spandau |
|  | CSK       | 11-8  | Košice  |

|  | Pro Recco | 13-10 | Košice |
|  | Spandau   | 9-9   | CSK    |

## Semifinali
| Andata | Andata                   | Andata |
| Data   | Gara                     | Ris.   |
| ------ | ------------------------ | ------ |
| ?      | Spandau - Vasas          | 8-8    |
| ?      | CSK VMF Mosca - Partizan | 8-7    |

| Ritorno | Ritorno                  | Ritorno | Ritorno |
| Data    | Gara                     | Ris.    | Tot.    |
| ------- | ------------------------ | ------- | ------- |
| ?       | Vasas - Spandau          | 10-9    | 18-17   |
| ?       | Partizan - CSK VMF Mosca | 6-6     | 13-14   |

## Finale
| Andata | Andata                | Andata |
| Data   | Gara                  | Ris.   |
| ------ | --------------------- | ------ |
| ?      | CSK VMF Mosca - Vasas | 11-11  |

| Ritorno | Ritorno               | Ritorno | Ritorno |
| Data    | Gara                  | Ris.    | Tot.    |
| ------- | --------------------- | ------- | ------- |
| ?       | Vasas - CSK VMF Mosca | 10-5    | 21-16   |

### Campioni
- Vasas Campione d'Europa:

Gábor Nemes, László Földi, György Krieger, Csaba Mészáros, Imre Budavári, Kuncz, Agardi, György Kenéz, Zsolt Lengyel, Gyula Matusek, Jenő Méhes, Csapo, Liebmann.

## Fonti
- (EN)  LEN, The Dalekovod Final Four - Book of Champions 2011, 2011 (versione digitale)